# 上海国际旅游度假区
上海国际旅游度假区位於中華人民共和國上海市浦東新區，總面积约24.7平方公里，成立於2016年。度假区內有上海迪士尼度假区（上海迪士尼樂園、迪士尼小镇、星愿公园、上海迪士尼乐园酒店和玩具总动员酒店）、上海奕欧来奥特莱斯、MAXUS大通音乐谷、申迪文化中心、横沔老街、东方乐城、上海薰衣草公园、上海邻家美利亚酒店。

## 外部連結
- 官方网站